# Hannescamps
Kirche Saint-Martin
Hannescamps ist eine französische Gemeinde im Département Pas-de-Calais in der Region Hauts-de-France. Sie gehört zum Arrondissement Arras und zum Kanton Avesnes-le-Comte.

## Geographie
Die Gemeinde Hannescamps liegt am Südrand des Artois, etwa 20 Kilometer südwestlich von Arras. Umgeben wird Gommecourt von den Nachbargemeinden Monchy-au-Bois im Norden, Bucquoy im Osten, Foncquevillers und Gommecourt im Süden sowie Bienvillers-au-Bois im Westen.

## Geschichte
Hannescamps war während des Ersten Weltkriegs Schauplätz heftiger Kämpfe. Im benachbarten Gommecourt befand sich der westlichste Punkt der deutschen Westfront.

## Sehenswürdigkeiten
- Kirche Saint-Martin
- mehrere Soldatenfriedhöfe der Commonwealth War Graves Commission

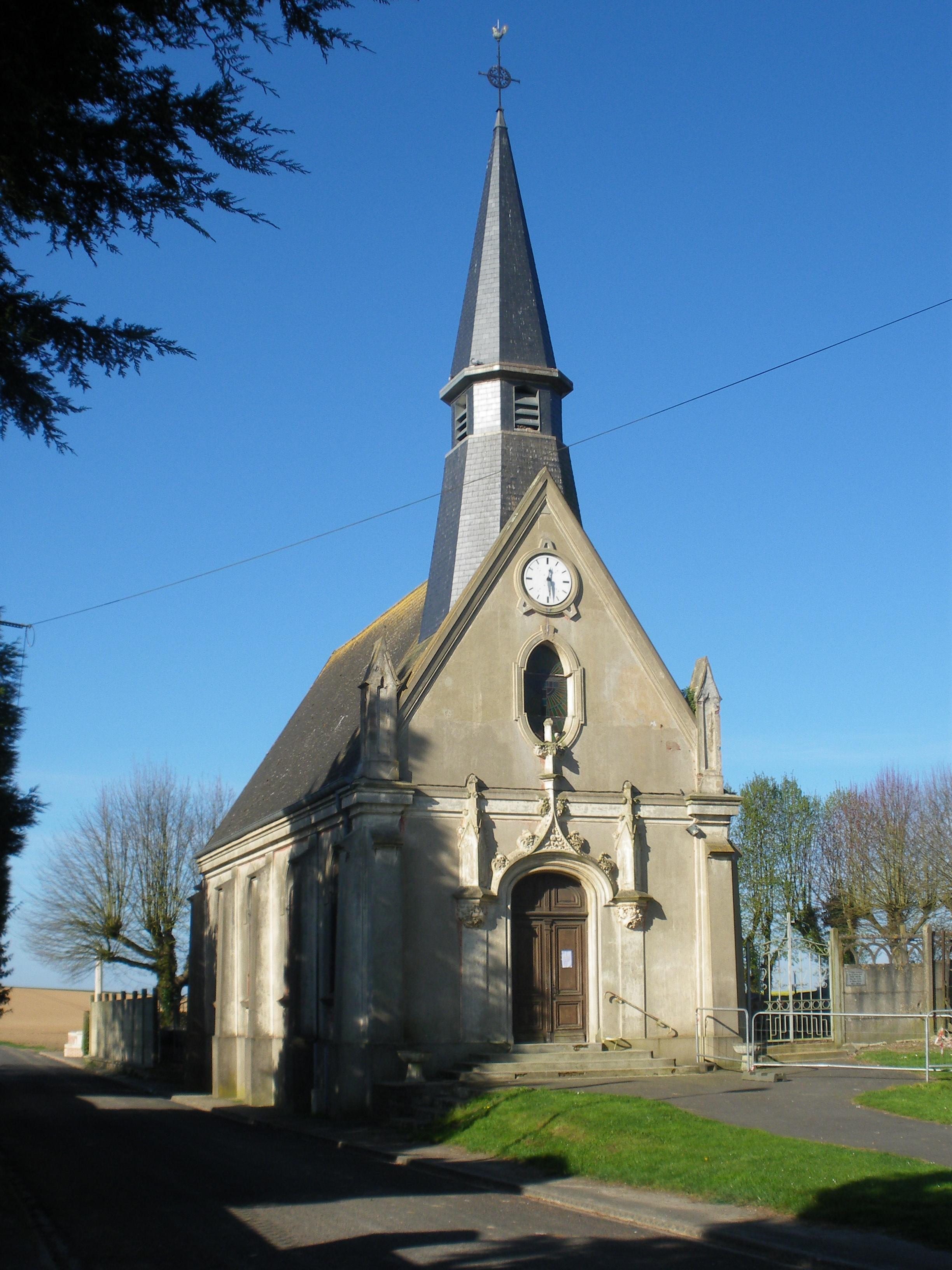
Kirche Saint-Martin
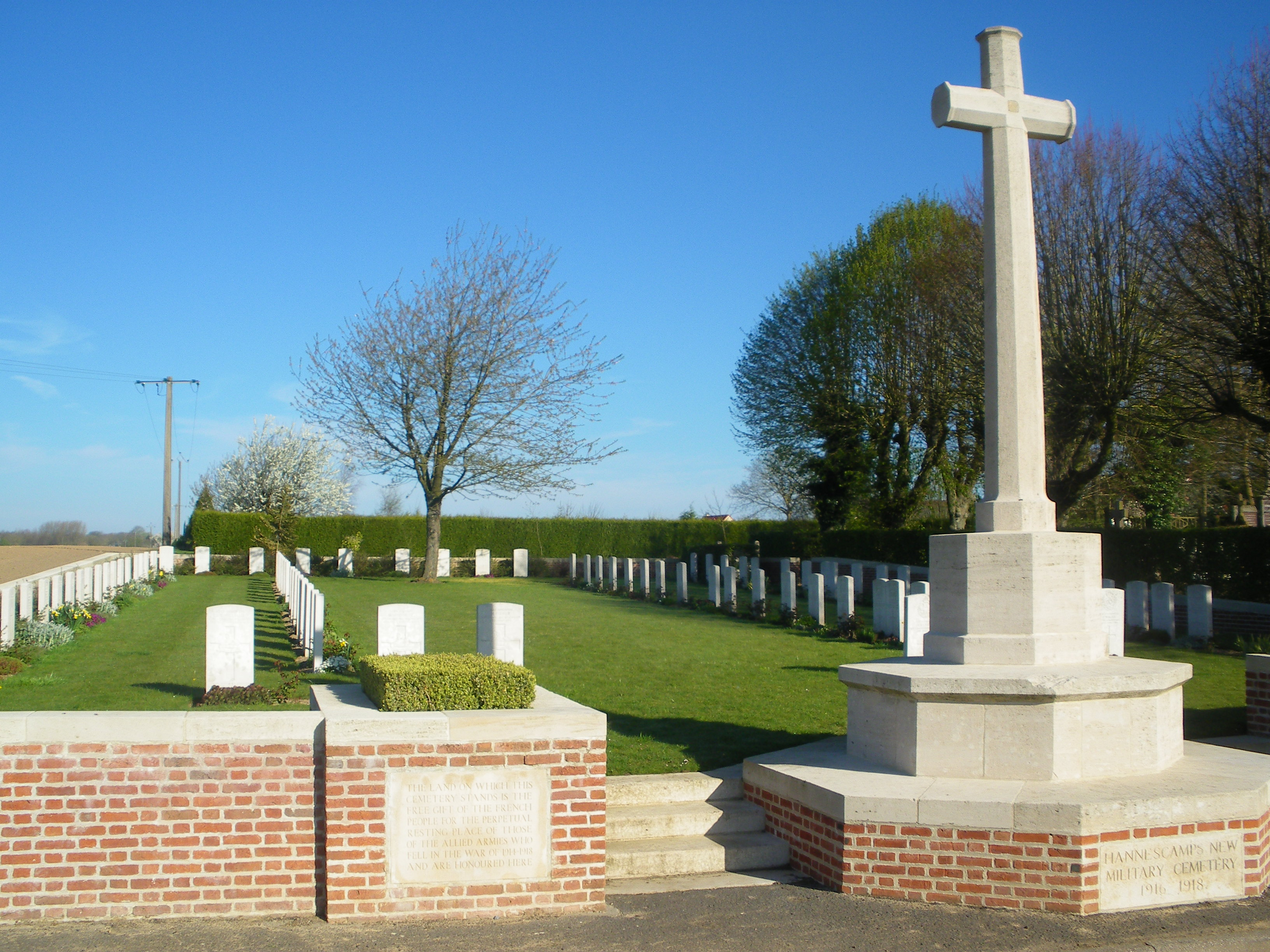
Britischer Soldatenfriedhof
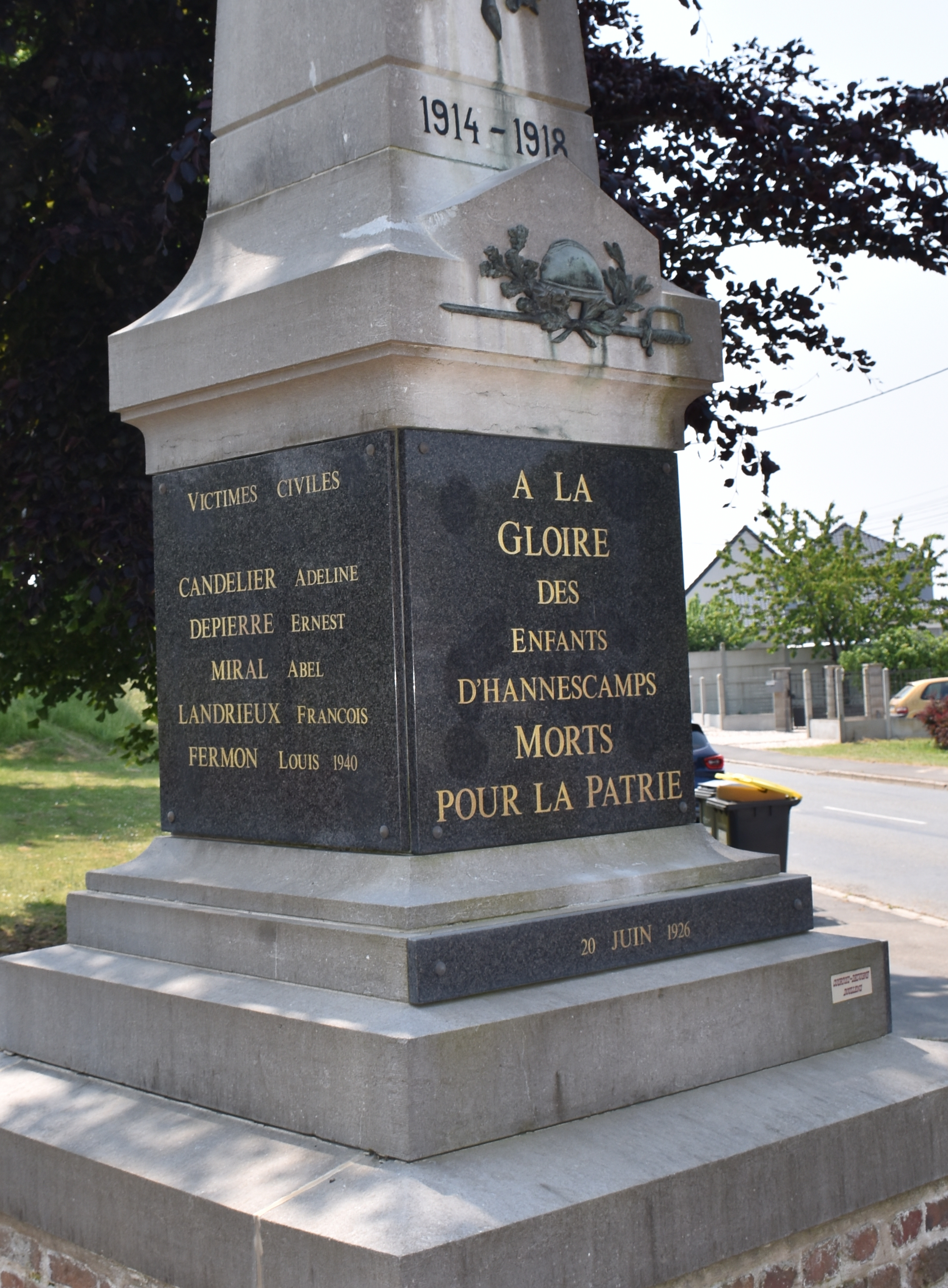
Gefallenendenkmal